# KNM Ula (1964)
Pour les autres navires du même nom, voir KNM Ula.
Le KNM Ula (numéro de coque : S-300) est un sous-marin de classe Kobben de la marine royale norvégienne.

## Service
Le KNM Ula (S-300) est le sixième des 15 sous-marins construits pour la Marine royale norvégienne à Rheinstahl-Nordseewerke à Emden. Sa quille a été posée le 21 août 1964. Le navire est lancé le 19 décembre 1964 et mis en service opérationnel le 7 mai 1965.
Il a été baptisé ainsi en l’honneur du premier KNM Ula, un sous-marin de classe U cédé en 1943 par la marine britannique, avec ses sister-ships Uredd, Utsira et Uthaug. Le KNM Ula est devenu célèbre pour ses nombreuses opérations audacieuses le long de la côte norvégienne. Pendant les années de guerre, le navire a eu comme commandants le futur chef de l’Amirauté du haut commandement de la marine, Sigurd Valvatne, et le futur commandant de la marine Reidar Sars. Le nom du sous-marin a été changé en KNM Kinn (S-316) en 1987 et il a été démoli en 1998. Son kiosque a été conservé, d’abord à Karljohanansvern à Horten puis à Trondheim, où il est actuellement exposé devant le bunker sous-marin Dora I à Trondheim.